# منتخب الفلبين لكرة الطائرة للسيدات
منتخب الفلبين لكرة الطائرة للسيدات  هو ممثل الفلبين الرسمي في المنافسات الدولية في كرة طائرة للسيدات
.